# Wołcza Wielka (wieś)
Wołcza Wielka (kaszub. Wiôlgô Wôłczô, niem.: Groß Volz) – wieś w Polsce, położona na Pojezierzu Bytowskim, w województwie pomorskim, w powiecie bytowskim, w gminie Miastko, w pobliżu jezior Wołczyca i Kościelnego.
W latach 1945–54 siedziba gminy Wołcza Wielka. W latach 1975–1998 miejscowość administracyjnie należała do województwa słupskiego.

## Zabytki
- Dwór ziemski z początku XIX wieku, parterowy, otoczony parkiem[4]
- Neoromański kościół ewangelicko augsburski z końca XIX wieku, budowla ciosowa z absydą i sygnaturką[4].